# Aberdeen Angus

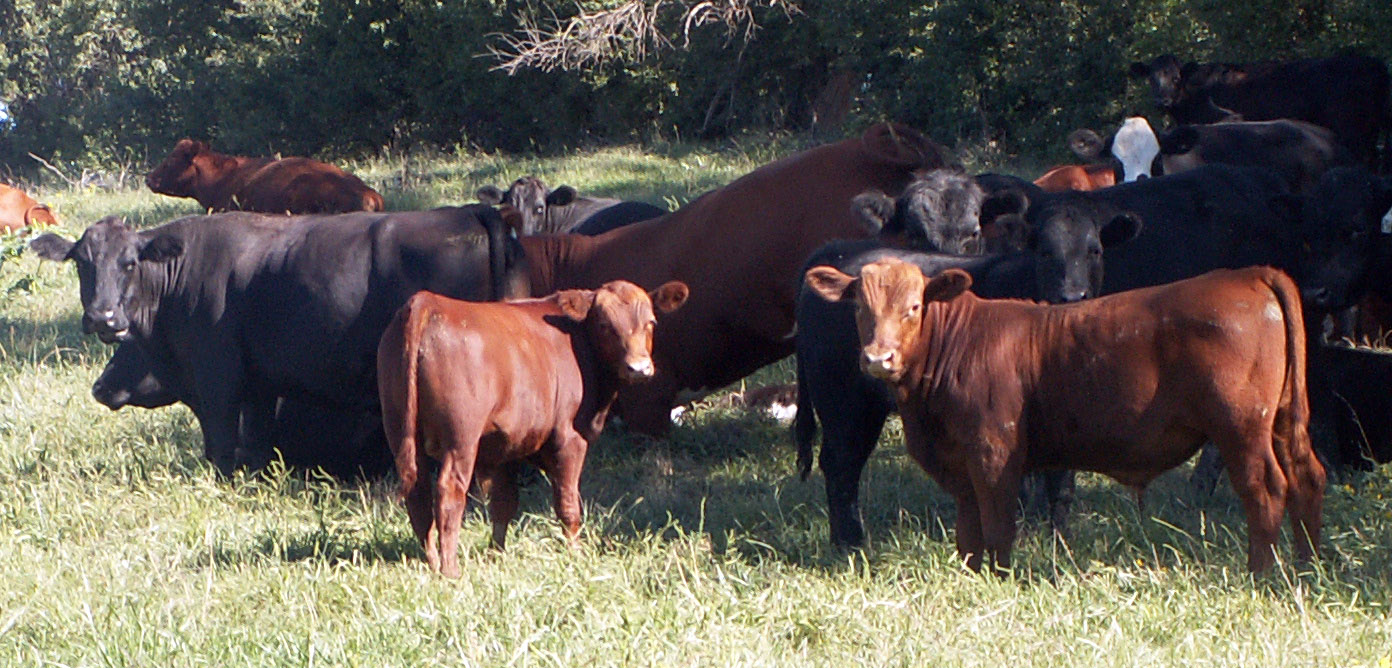
Schwarze und rote Angusrinder

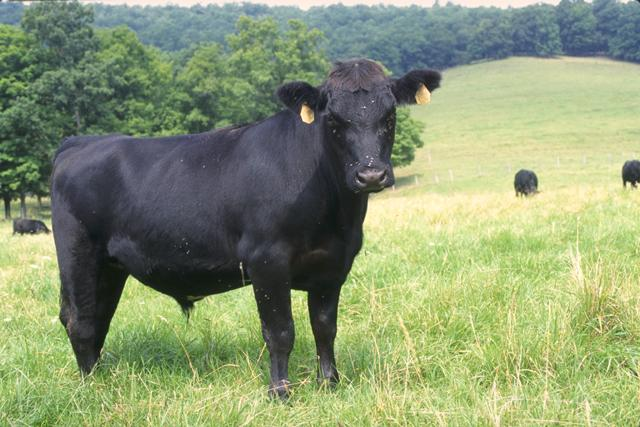
Angusrind

Aberdeen Angus (englisch), auch Aberdeenrind, ist eine Rinderrasse, die erstmals um 1870 in Ostschottland gezüchtet wurde.

## Merkmale
Diese Rinder sind meist einfarbig schwarz gefärbt und hornlos. Sie sind relativ kurzbeinig (kleinrahmig, Widerristhöhe eines Bullen etwa 130 cm), sehr raschwüchsig und frühreif. Besonders in den USA ist diese Rasse heute sehr beliebt und gehört zu den häufigsten Fleischrinderrassen. Dort gibt es auch das rote Aberdeen Angus. Die Rasse wird seit etwa 1920 in Deutschland gehalten, hat sich aber erst nach 1950 stärker verbreitet.
Durch die Frühreife verfettet der Schlachtkörper der Tiere sehr schnell, was heute nicht mehr erwünscht ist. Deshalb wurde beispielsweise in der Bundesrepublik Deutschland aus der Rasse durch Kreuzung mit anderen Rinderrassen (Schwarzbuntes Niederungsrind, Gelbvieh, Fleckvieh) die Rinderrasse Deutsch Angus gezüchtet. Aus der Kreuzung mit dem Wagyu (Japanisches Rind) entstand das Wangus-Rind.